# .my
.my ist die länderspezifische Top-Level-Domain (ccTLD) des Staates Malaysia. Diese Top-Level-Domain wurde am 8. Juni 1987 bei der IANA registriert. Technisch verwaltet wird sie von der MyNIC Berhad.
Im Gegensatz zu anderen ccTLDs ist es für eine .my-Domain notwendig, dass Privatpersonen einen Wohnsitz und Unternehmen eine Niederlassung in Malaysia vorweisen. Sofern sie das nicht können, ist die Bestellung nur über einen Treuhänder möglich, was in den meisten Fällen gewerblichen Kunden vorbehalten bleibt. Bis zum Jahr 2007 konnten Adressen nur auf dritter Ebene bestellt werden, zur Wahl standen insgesamt sieben Bereiche wie .com.my oder .net.my. Erst seit dem 1. November 2007 sind Second-Level-Domains möglich.
Aufgrund der strengen Vergabekriterien dauert die Konnektierung einer Domain bis zu einer Woche. Insgesamt darf eine .my-Domain zwischen einem und 40 Zeichen lang sein – bei den meisten anderen ccTLDs liegt die Grenze zwischen drei und 63 Zeichen. Seit Januar 2011 ist die Verwendung von Sonderzeichen mittels Punycode möglich, zuvor konnten wie üblich nur alphanumerische Zeichen genutzt werden. Allerdings wird diese Funktion noch nicht von jedem Domain-Registrar unterstützt.